# Pirgos Peak
Der Pirgos Peak (englisch; bulgarisch връх Пиргос wrach Pirgos) ist ein 850 m hoher und felsiger Berg an der Oskar-II.-Küste des Grahamlands auf der Antarktischen Halbinsel. Er ragt 3,83 km östlich des Humar Peak, 4,82 km südlich des Furen Point, 5,63 km nordwestlich des Caution Point und 6,08 km nordnordöstlich des Mount Birks im Austa Ridge auf. Die Borima Bay liegt nördlich, der Wesselie-Gletscher südlich von ihm.
Britische Wissenschaftler kartierten ihn 1976. Die bulgarische Kommission für Antarktische Geographische Namen benannte ihn 2013 nach der antiken Stadt Pirgos im Südosten Bulgariens.